# سيغفريد لودفيغ
سيغفريد لودفيغ (بالألمانية: Siegfried Ludwig)‏ هو سياسي نمساوي، ولد في 14 فبراير 1926 في التشيك، وتوفي في 16 أبريل 2013 في سانت بولتن في النمسا. حزبياً، نشط في حزب الشعب النمساوي. وقد انتخب عضو مجلس الشورى الموحد النمسا السفلى وانتخب لاندسهاوبتمان (22 يناير 1981 – 20 أكتوبر 1992).

## روابط خارجية
- سيغفريد لودفيغ على موقع مونزينجر (الألمانية)